# William A. Steiger
William Albert "Bill" Steiger, född 15 maj 1938 i Oshkosh i Wisconsin, död 4 december 1978 i Washington, D.C., var en amerikansk republikansk politiker. Han representerade Wisconsins sjätte distrikt i USA:s representanthus från 3 januari 1967 fram till sin död.
Steiger utexaminerades 1960 från University of Wisconsin–Madison. Han var ledamot av Wisconsin State Assembly, underhuset i delstatens lagstiftande församling, 1960-1967.
Steiger utmanade kongressledamoten John Abner Race i kongressvalet 1966 och vann. Han omvaldes 1968, 1970, 1972, 1974, 1976 och 1978.
Han anställde 1969 Dick Cheney som praktikant. Cheney avancerade under sin senare karriär till Vita husets stabschef, kongressledamot, försvarsminister och USA:s vicepresident.
Som kongressledamot förespråkade Steiger skattesänkningar som ett sätt att stimulera ekonomin. Han spelade en central roll bakom grundandet av Occupational Safety and Health Administration som sysslar med arbetsrelaterade skador, sjukdomar och dödsfall. 1970 års lag om grundandet av ämbetsverket hade Harrison Williams, demokratisk senator för New Jersey, och Steiger som huvudsponsorer. En lag om skyddet av Stora sjöarna var en annan av Steigers framgångar som kongressledamot.
Steiger avled i en hjärtinfarkt några veckor efter att ha blivit omvald i kongressvalet 1978. Hans grav finns på begravningsplatsen Lake View Memorial Park i Oshkosh. ACGIH (American Conference of Governmental Industrial Hygienists) delar ut årligen en utmärkelse som heter William Steiger Memorial Award till individer som främjar arbetsskydd.
William A. Steiger Park i Oshkosh har fått sitt namn efter Steiger.